# Lista najwyższych budynków w Kobe

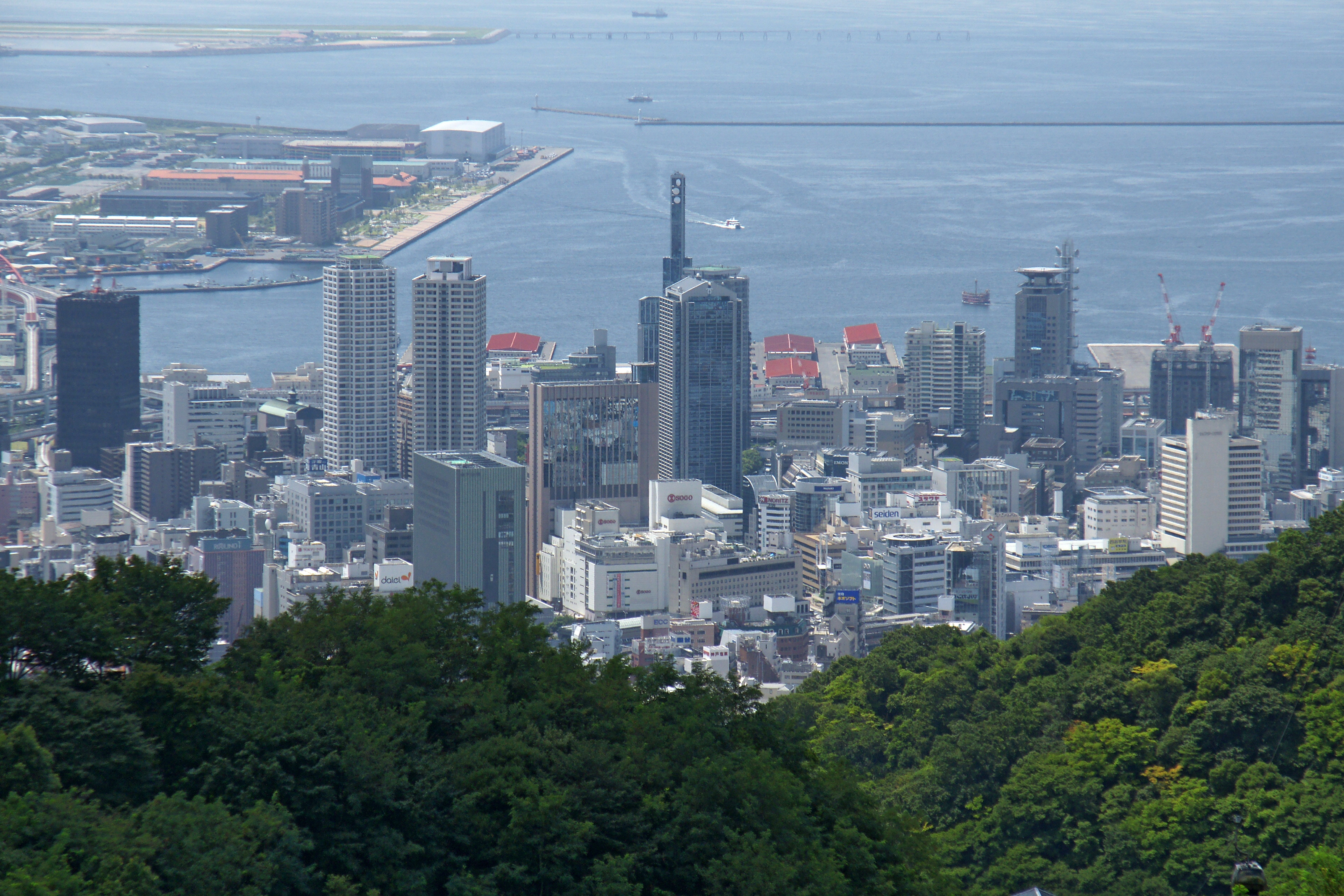
Widok na śródmieście Kobe.

Kobe jest jednym z najludniejszych ośrodków miejskich w Japonii. Jednocześnie jest jednym z największych skupisk wysokich budynków w całym państwie. Obecnie niemal 40 obiektów przekracza 100 metrów wysokości. 38 z nich stanowią biurowce, apartamentowce oraz hotele. Ponadto 100 metrów przekraczają wieża telekomunikacyjna Kobe Port Tower usytuowana w pobliżu portu Kobe, oraz przęsła mostu Akashi Kaikyō. Przęsła sięgające niemal 300 metrów wysokości stanowią najwyższą konstrukcję w całym mieście. Wśród budynków posiadających kondygnacje najwyższym jest ukończony w 2010 roku apartamentowiec Mikage Tower Residence. Wśród 10 najwyższych budynków 5 użytkowanych jest jako budynki mieszkalne, 3 jako biurowce oraz 2 jako hotele. Uwagę zwraca również budynek siedziby policji prefekturalnej Hyogo Prefectural Police Headquarters mający 110 metrów wysokości.
Obecnie (lipiec 2012) w budowie znajduje się jeden budynek, który po ukończeniu osiągnie wysokość większą niż 100 metrów.

## 10 najwyższych
| Lp.  | Nazwa                               | Wysokość (metry / stopy) | Liczba pięter | Rok ukończenia budowy | Przeznaczenie   | Zdjęcie |
| ---- | ----------------------------------- | ------------------------ | ------------- | --------------------- | --------------- | ------- |
| 1-1. | Mikage Tower Residence              | 170,0 / 558              | 47            | 2010                  | apartamentowiec |         |
| 1-2. | Kansai Electric Power Kobe Building | 170,0 / 558              | 18            | 2000                  | biurowiec       |         |
| 3.   | Shin-Kobe Oriental Hotel            | 158,0 / 518              | 37            | 1988                  | hotel           |         |
| 4.   | D'Grafort Kobe Sannomiya Tower      | 152,0 / 499              | 43            | 2005                  | apartamentowiec |         |
| 5.   | G-Clef Shinkobe Tower               | 150,9 / 495              | 42            | 2009                  | apartamentowiec |         |
| 6.   | Sannomiya Museum Tower              | 142,3 / 467              | 40            | 2008                  | apartamentowiec |         |
| 7.   | Rokko Island City East Court 3      | 140,0 / 459              | 40            | 1990                  | apartamentowiec |         |
| 8-8. | Kobe Crystal Tower                  | 135,0 / 443              | 32            | 1993                  | biurowiec       |         |
| 8-9. | Hotel Okure Kobe                    | 135,0 / 443              | 35            | 1989                  | hotel           |         |
| 10.  | Kobe City Hall                      | 132,0 / 433              | 30            | 1989                  | biurowiec       |         |

### Pozostałe budynki powyżej 100 metrów wysokości
| Lp.    | Nazwa                                      | Wysokość (metry / stopy) | Liczba pięter | Rok ukończenia budowy | Przeznaczenie (główne) |
| ------ | ------------------------------------------ | ------------------------ | ------------- | --------------------- | ---------------------- |
| 11.    | Kobe Arts Center                           | 131,1 / 430              | 37            | 2008                  | apartamentowiec        |
| 12.    | Procter & Gamble Technical Center          | 131,0 / 430              | 31            | 1993                  | biurowiec              |
| 13.    | Rokko Island City West Court 3             | 130,0 / 427              | 38            | 1993                  | biurowiec              |
| 14.    | Shinko Building                            | 124,0 / 407              | 25            | 2001                  | biurowiec              |
| 15.    | Tor Yamate The Kobe Tower                  | 123,4 / 405              | 35            | 2008                  | mieszany               |
| 16.    | Rokko Island City Central Tower            | 120,0 / 394              | 32            | 1992                  | apartamentowiec        |
| 17.    | Canal Town West                            | 119,0 / 390              | 37            | 1999                  | apartamentowiec        |
| 18.    | NTT West Japan Kobe Central Building       | 118,0 / 388              | 24            | 2000                  | biurowiec              |
| 19.    | Canal Town Center                          | 117,0 / 384              | 34            | 1998                  | apartamentowiec        |
| 20.    | World Headquarters Building                | 117,0 / 384              | 27            | 1984                  | biurowiec              |
| 21.    | Kobe City Suma Ward Miyukicho Mansion Plan | 116,0 / 381              | 36            | 2009                  | apartamentowiec        |
| 22.    | HAT Kobe Nadanohama Ichibankan             | 114,0 / 374              | 34            | 1999                  | biurowiec              |
| 23.    | Kobe Portopia Hotel                        | 112,0 / 367              | 31            | 1981                  | hotel                  |
| 24.    | Asuta Shinnagata Towers                    | 113,0 / 370              | 29            | 2004                  | apartamentowiec        |
| 25.    | Kobe Commerce, Industry and Trade Center   | 111,0 / 364              | 26            | 1969                  | biurowiec              |
| 26.    | Hyogo Prefectural Police Headquarters      | 110,0 / 361              | 23            | 1997                  | siedziba policji       |
| 27-27. | La Forte                                   | 108,0 / 354              | 34            | 1994                  | apartamentowiec        |
| 27-28. | Canal Town East                            | 108,0 / 354              | 30            | 1996                  | apartamentowiec        |
| 29-29. | Pifre                                      | 107,0 / 351              | 27            | 1998                  | apartamentowiec        |
| 29-30. | Welv Rokkomichi Nibangai                   | 107,0 / 351              | 30            | 2000                  | apartamentowiec        |
| 31.    | Harborland Ogasta Plaza                    | 105,0 / 345              | 18            | 1993                  | biurowiec              |
| 32.    | Wakohre Kobe Nada Tower                    | 104,7 / 344              | 32            | 2006                  | apartamentowiec        |
| 33-33. | HAT Kobe Nadanohama Nibankan               | 103,0 / 338              | 31            | 1999                  | apartamentowiec        |
| 33-34. | Kobe Asahi Building                        | 103,0 / 338              | 26            | 1994                  | biurowiec              |
| 35.    | Suma Park Hills C Tower Cygnus             | 102,0 / 335              | 33            | 1992                  | apartamentowiec        |
| 36.    | Tio Maiko                                  | 101,0 / 331              | 26            | 2001                  | apartamentowiec        |
| 37-37. | Skymark Tower                              | 100,0 / 328              | 29            | 2003                  | apartamentowiec        |
| 37-38. | Kobe Harbourland Center Building           | 100,0 / 328              | 23            | 1992                  | NN                     |

### Budynki w budowie powyżej 100 metrów wysokości
| Lp. | Nazwa                                | Wysokość (metry / stopy) | Liczba pięter | Planowany rok ukończenia budowy | Przeznaczenie (główne) |
| --- | ------------------------------------ | ------------------------ | ------------- | ------------------------------- | ---------------------- |
| 1.  | Kobe Sannomiya Tower Mansion Project | 190,0 / 623              | 54            | 2013                            | mieszany               |

## Historycznie najwyższe budynki
Obecnie dwa budynki w mieście posiadają miano najwyższego z tego względu, że posiadają identyczną wysokość.
| Nazwa                                    | Okres          | Wysokość (metry / stopy) | Przeznaczenie (główne) | Zdjęcie |
| ---------------------------------------- | -------------- | ------------------------ | ---------------------- | ------- |
| Kobe Commerce, Industry and Trade Center | 1969 – 1981    | 111,0 / 364              | biurowiec              |         |
| Kobe Portopia Hotel                      | 1981 – 1984    | 112,0 / 367              | hotel                  |         |
| World Headquarters Building              | 1984 – 1988    | 117,0 / 384              | biurowiec              |         |
| Shin-Kobe Oriental Hotel                 | 1988 – 2000    | 158,0 / 518              | hotel                  |         |
| Kansai Electric Power Kobe Building      | 2000 – obecnie | 170,0 / 558              | biurowiec              |         |
| Mikage Tower Residence                   | 2010 – obecnie | 170,0 / 558              | apartamentowiec        |         |

## Inne konstrukcje powyżej 100 metrów wysokości
| Lp. | Nazwa              | Wysokość (metry / stopy) | Liczba pięter | Rok ukończenia budowy | Przeznaczenie (główne)  | Zdjęcie |
| --- | ------------------ | ------------------------ | ------------- | --------------------- | ----------------------- | ------- |
| 1.  | Most Akashi Kaikyō | 298,3 / 979              | –             | 1998                  | przęsło mostu           |         |
| 2.  | Kobe Port Tower    | 108,0 / 354              | –             | 1963                  | wieża telekomunikacyjna |         |